# Świat się pomylił
Świat się pomylił – czwarty album studyjny Patrycji Markowskiej, wydany 1 października 2007 roku.
Album promowały single „Świat się pomylił”, „Zaćmienie serca”, „Kilka prostych prawd” i „Jeszcze raz”, który promował także film pod tym samym tytułem. Na reedycji płyty ukazały się trzy nowe piosenki - „Wolna naprawdę”, „Z Tobą” (w duecie z Grzegorzem Markowskim) oraz „Deszcz”, które promowały także to wydawnictwo.
Płyta dotarła do 5. miejsca listy OLiS w Polsce. W czerwcu 2009 roku Świat się pomylił uzyskał status platynowej płyty sprzedając się w nakładzie 30 000 egzemplarzy.
11 marca 2016 wydano wznowienie albumu.

## Lista utworów
Opracowano na podstawie materiału źródłowego.
1. „Świat się pomylił” – 03:30
2. „Zaćmienie serca” – 03:40
3. „Bla bla” – 03:30
4. „Kilka prostych prawd” – 03:11
5. „Ogień” – 03:58
6. „Jeszcze raz” – 03:15
7. „Jeden gest” – 03:27
8. „Póki wiruje noc” – 03:29
9. „Na obrazach zwykłych słów (dla synka)” – 03:07
10. „Zapach lata” – 03:36
11. „Mamo” – 03:43
12. „Bezsenność, blues i ja” – 05:25
13. „Nie pomyl się” – 03:53
14. „Świat się pomylił (radio edit)” – 03:25

| Reedycja |
| --- |
| 1. „Świat się pomylił” – 03:30 2. „Zaćmienie serca” – 03:40 3. „Bla bla” – 03:30 4. „Kilka prostych prawd” – 03:11 5. „Ogień” – 03:58 6. „Jeszcze raz” – 03:15 7. „Jeden gest” – 03:27 8. „Póki wiruje noc” – 03:29 9. „Na obrazach zwykłych słów (dla synka)” – 03:07 10. „Zapach lata” – 03:36 11. „Mamo” – 03:43 12. „Bezsenność, blues i ja” – 05:25 13. „Nie pomyl się” – 03:53 14. „Świat się pomylił (radio edit)” – 03:25 15. „Jeszcze raz (radio edit)” – 03:12 16. „Kilka prostych prawd (radio edit)” – 03:07 17. „Wolna naprawdę” – 03:14 18. „Deszcz” – 03:32 19. „Z tobą” – 03:58 |

| Bonus DVD |
| --- |
| 1. Świat się pomylił – teledysk 2. Zaćmienie serca – teledysk 3. Jeszcze raz – teledysk 4. Kilka prostych prawd – teledysk 5. Jeszcze raz – występ z VIVA COMET 2008 6. Patrycja Markowska w trasie 7. Patrycja i zespół za kulisami |

## Pozycja na liście sprzedaży
| Kraj   | Lista sprzedaży (2013)    | Najwyższa pozycja | Certyfikat      | Sprzedaż |
| ------ | ------------------------- | ----------------- | --------------- | -------- |
| Polska | Oficjalna Lista Sprzedaży | 5                 | platynowa płyta | 30 000+  |